# 科羅拉多州州旗
科羅拉多州州旗的背景由三道等寬的橫條組成，中間的橫條為白色，上下兩條則為藍色。旗幟的中央偏左半邊有個紅色的「C」字樣代表州名科羅拉多（Colorado），當中包覆著黃色圓形。此旗幟出現的各種顏色象徵著科羅拉多州的地理風貌：藍色象徵該州蔚藍的天空、白色象徵為白雪覆蓋的山脈、紅色象徵該州土壤的顏色、黃色則象徵燦爛的陽光。
- 非官方州旗，1876-1907年
- 州旗，1907-1911年
- 美国革命女儿全国协会提案设计，1910年
- 1911年至1964年的州旗

## 歷史
此旗幟由安德魯·強森（Andrew Carlisle Johnson）於1911年所設計，並於同年6月5日為該州議會所採用。
起初，該州法律並未明定「C」字樣的尺寸以及所使用顏色的深淺為何，因此很長一段時間，各種州旗版本的顏色存在著些微差異，甚至有些州旗上的「C」字樣是整個包覆在白色橫條中的。1929年2月28日，州議會明定州旗所使用的紅色與白色必須與美國國旗相同，又於1964年3月31日明定「C」字樣中央的黃色圓形，其直徑必須與白色橫條的寬度相同。